# Kaple svatého Wolfganga (Horní Krupka)
Kaple svatého Wolfganga je památkově chráněná sakrální stavba na katastru vesnice Horní Krupka v okrese Teplice.

## Historie
Původní kaple byla postavena již ve 14. století v gotickém slohu. Za třicetileté války, roku 1634, byla zbořena nájezdy Švédů. Zachována byla pouze menza. Dnešní barokní podoba kaple je výsledkem stavby z let 1692–1700 na popud tehdejšího majitele krupského panství Vojtěcha Václava Šternberka pod vedením zednického mistra Hanse Gradische a tesaře Hanse Georga Prüchela. Roku 1710 při změně správy se nový majitel, hrabě Clary-Aldringen, zavázal, že kaplička bude zachována na věčné časy. Po druhé světové válce docházelo k chátrání stavby. V roce 2000 byla kaple sv. Wolfganga v rámci projektu „Příhraniční naučná hornická stezka Krupka-Dubí-Altenberg-Geising“ zrenovována a zpřístupněna veřejnosti.

## Významní obyvatelé zde pohřbení
Na hřbitově za kaplí jsou pochováni většinou obyvatelé Horní Krupky, například i rodina hoteliérů Schreinerů.

## Využití
Využívá se jako hřbitovní kaple. Kromě toho se každoročně 1. května koná přeshraniční Den sousedství, kdy je sloužena slavnostní mše.